# عبود قنبر
عبود قنبر (عربی: عبود قنبر؛ زادهٔ ۱۹۴۵) نظامی عراقی با درجه ارتشبدی است، که در جنگ ایران و عراق، از فرماندهان نیروی دریایی عراق بود. وی در دوران صدام حسین، در دوره‌ای جانشینی فرمانده نیروی دریایی عراق را برعهده داشت. او بعد از اشغال عراق توسط تفنگداران دریایی ایالات متحده آمریکا دستگیر شد و دوره‌ای را در زندان سپری کرد، ولی بار دیگر به ارتش عراق بازگشت و در سال ۲۰۱۷ توسط نوری مالکی به عنوان فرمانده نیروهای امنیتی بغداد منصوب گردید.